# Franz Wolfgang Ullrich
Franz Wolfgang Adam Ullrich (* 21. Februar 1795 in Remelingen; † 21. Februar 1880 in Hamburg) war ein deutscher Klassischer Philologe und Gymnasiallehrer.

## Leben
Er war der Sohn des Pfarrers Johann Christoph Ullrich und von dessen Ehefrau, einer Schwester des hamburgischen Senators Johann Christian Merck. Er besuchte das Gymnasium und Wertheim und studierte anschließend Theologie in Göttingen, Philologie in Erlangen und bei August Boeckh in Berlin Theologie und Philologie.
Von 1818 bis 1820 war er Hilfsarbeiter an der Königlichen Bibliothek in Berlin, ab 1821 Lehrer am Friedrich-Wilhelms-Gymnasium in Berlin und ab 1822 Lehrer am Friedrichswerderschen Gymnasium in Berlin. Zum 23. März 1823 wechselte er ins hamburgisches Lehramt und war von 1823 bis zu seinem Ruhestand 1869 Professor an der Gelehrtenschule des Johanneums. Franz Wolfgang Ullrich gilt als Thukydides-Spezialist.

## Privates
Ullrich ehelichte die Tochter des Hamburger Kaufmanns Georg Friedrich Baur, Helene Therese Baur. Ihr gemeinsamer Sohn Wilhelm Ullrich übergab nach dem Tode seines Vaters der Johanneumsbibliothek rund 7000 philologische und philosophische Werke aus dem Nachlass, darunter mehrere wertvolle Erstausgaben. Die Tochter Marianne (1828–1913) heiratete Wulf Henning Ernst Wilhelm von Rumohr auf Gut Rundhof und wurde die Mutter von August von Rumohr.

## Veröffentlichungen (Auswahl)
- Beiträge zur Kritik und Erklärung des Thukydides. 7 Hefte, Hamburg 1845–1863.